# Scholastika Anderallmend
Scholastika Anderallmend (auch Maria Scholastika Anderallmend, * 29. September 1647 in Luzern; † 1. Dezember 1722 in Olsberg) war eine Schweizer Zisterzienserin und Kunsthandwerkerin.

## Leben

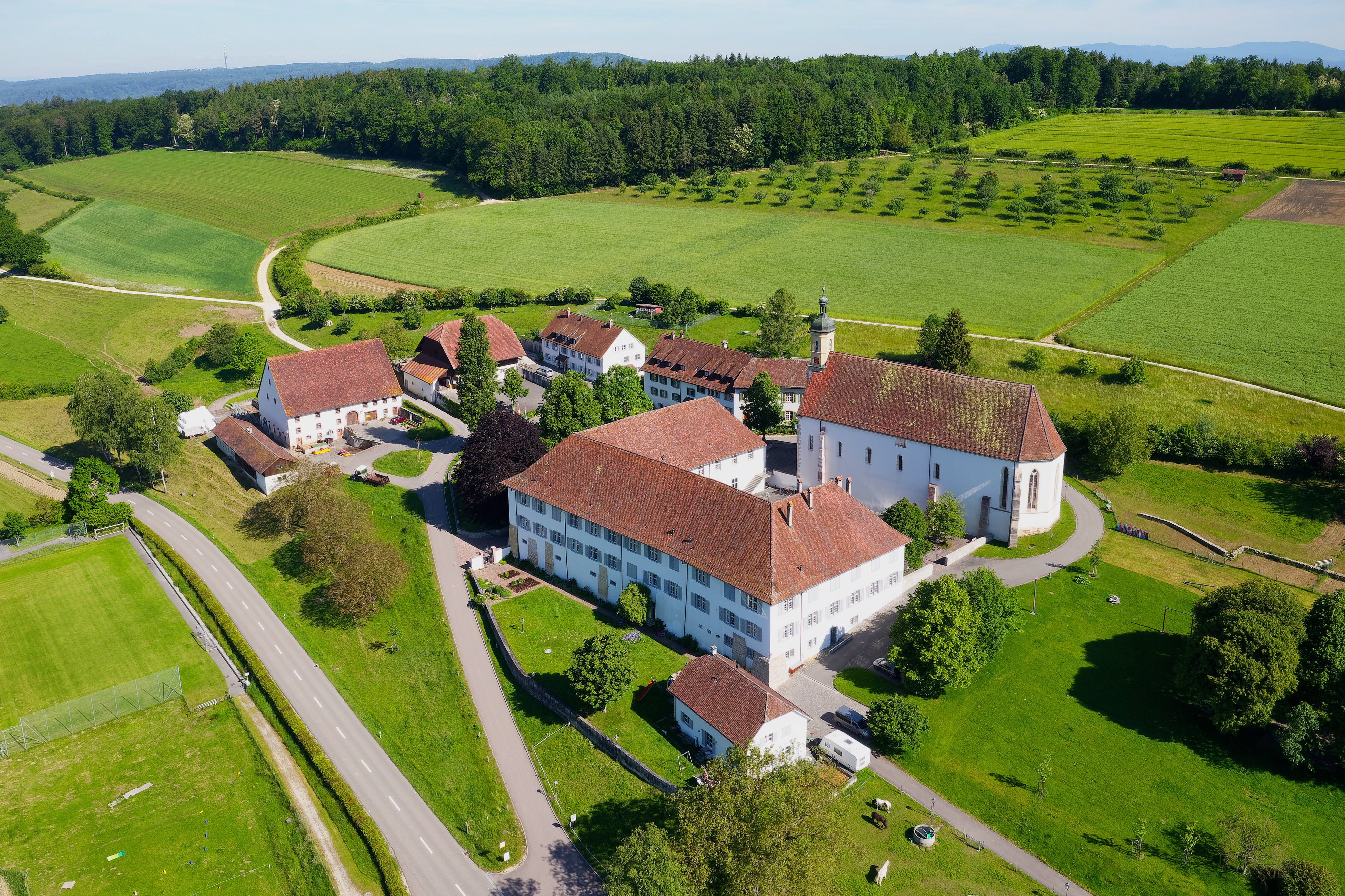
Das Kloster Olsberg

Scholastika Anderallmend war die Tochter des Offiziers und Politikers Nikolaus Anderallmend von Luzern, der zeitweise als Grossrat und als Amtsschreiber von Beromünster tätig war.
Um 1665 trat sie als Nonne in das Zisterzienserinnenkloster Olsberg «Hortus Dei» im vorderösterreichischen Frickgau ein, das zu jener Zeit von der Äbtissin Katharina Koller geführt wurde, aber noch unter den schweren Schäden aus dem Dreissigjährigen Krieg litt. 1667 legte sie die Profess ab, 1670 übernahm sie das Amt der Oberkustorin. Sie unterstützte die Äbtissin Maria Franziska von Eptingen, die von 1670 bis 1707 den Konvent leitete und während ihrer Amtszeit das Kloster wieder aufbaute.
Schwester Scholastika war in katholischen Gebieten der Deutschschweiz als geschickte Kunsthandwerkerin bekannt. Sie war eine bedeutende Vertreterin der Schweizer Paramentenstickerei des Barocks. Sie schuf viele wertvolle kirchliche Ausstattungsgegenstände, zum Beispiel Fassungen von Reliquiaren, für einige Klöster. Sie verwendete unter anderem Seide, Gold- und Silberfaden, Perlen und Granat-Edelstein. Ihre Werke gingen unter anderem in das Zisterzienserinnenkloster Rathausen bei Luzern, das Zisterzienserkloster St. Urban, das Kloster Lützel im Jura, das Kloster Wettingen, das Frauenkloster Gnadenthal an der Reuss, das Kloster Muri, die Benediktinerinnenabtei Hermetschwil und an das Kloster Mariastein. Für das Chorherrenstift St. Michael Beromünster, dem ihr Bruder Mauriz An der Allmend (1653–1731) vorstand, schuf sie Paramente und Messgewänder.
1722 starb die Klosterfrau in ihrem 76. Lebensjahr im Kloster Olsberg.